# Colegio Rudolf Deckwerth
Die Rudolf-Deckwerth-Schule, auf Spanisch Colegio Rudolf Deckwerth, ist eine 1994 gegründete deutschsprachige private Bildungseinrichtung in Puente Alto, in der Metropolregion von Santiago, Chile.

## Geschichte
Die Rudolf-Deckwerth-Schule hat ihre Wurzeln in der Lebensgeschichte von Rudolf Deckwerth Nitschke (* 6. August 1913 in Bad Warmbrunn, Hirschberg, Provinz Schlesien; † 12. September 1994 in Puente Alto), der 1954 als Maschinenbautechniker zur Kartonfabrik in Puente Alto nach Chile kam.
Seine Familie beschloss die Gründung der Schule, die die deutsche und die chilenische Kultur vereinen sollte. Zu diesem Zweck wurde zunächst das ehemalige Wohnhaus der Familie Deckwerth Klein, José Luis Coo 0937, Puente Alto, umgebaut und am 28. Oktober 1994 die öffentliche Schule Villa Deckwerth gegründet. Unter dem Motto „Die Zukunft aufbauen, die Traditionen respektieren“ (im Original „Construyendo futuro, respetando las tradiciones“) florierte diese Schule eine Zeit lang, bis 1998 die Rudolf-Deckwerth-Schule gegründet wurde, die heute ein naturwissenschaftlich-humanistisches Gymnasium ist.
Im November 2008 unterzeichnete die Schule das Projekt PASCH (Partnerschulen für die Zukunft), eine Partnerschaft zwischen der Schule und dem Auswärtigen Amt über das Deutsch-Chilenische Kulturinstitut im Goethe-Institut Santiago, so dass die Schule Teil des vom Auswärtigen Amt koordinierten weltweiten Netzwerks deutscher Schulen wurde. Ziel ist es, aktive und dauerhafte Verbindungen zu Deutschland zu schaffen, den Gedanken- und Erfahrungsaustausch zwischen Schulen, Lehrern und Schülern zu fördern und Interesse und Neugierde für das moderne Deutschland und seine Gesellschaft zu wecken. Die Mitgliedschaft im Netzwerk gibt ihnen auch die Möglichkeit, andere Realitäten kennen zu lernen und die Zusammenarbeit zwischen den Mitgliedsschulen zu fördern. Mit dem Erlernen der deutschen Sprache legen die Schüler den Grundstein für ein späteres Studium in Deutschland und eine internationale Karriere. Besonders engagierte und motivierte Schüler erhalten darüber hinaus zusätzliche Anreize, wie z. B. Einladungen zu Deutsch-Workshops in ihrer Region oder die Möglichkeit zur Teilnahme an dreiwöchigen Jugendkursen in Deutschland.

## Mission und Vision
Die gemeinnützige säkulare und zweisprachige Schule hat sich zum Ziel gesetzt, die Gemeinschaft zu fördern, um partizipative und kreative Bürger auszubilden, die in der Lage sind, ihren Beitrag zur Gesellschaft zu leisten.

## Infrastruktur
Die Schule verfügt über ein dreistöckiges Gebäude mit insgesamt 20 Klassenräumen, darunter eine Bibliothek und ein Fachraum für den Deutschunterricht sowie ein Musikraum. Darüber hinaus gibt es ein naturwissenschaftliches Labor und einen Computerraum. Zur Ausstattung gehören ein großer Multifunktionshof sowie ein vorderer und ein zentraler Spielplatz.